# Kerekegyháza

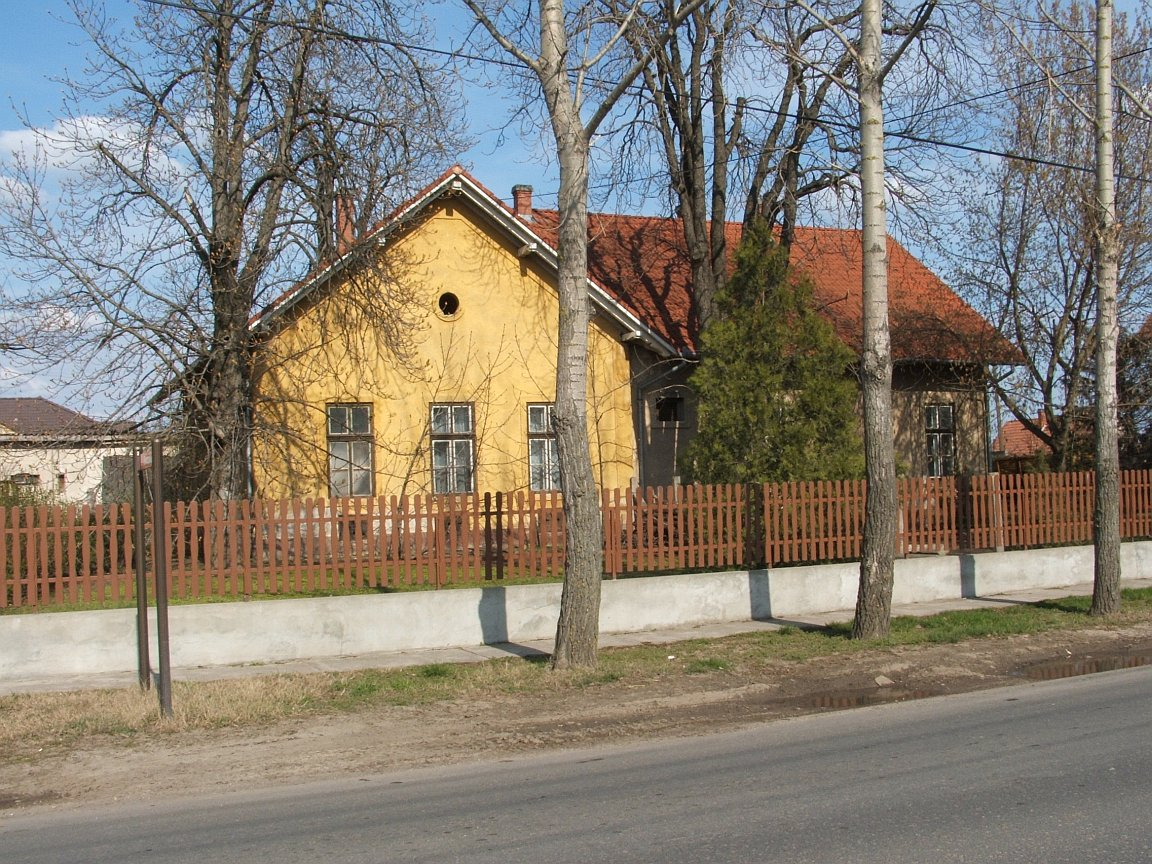
Kerekegyházas tidigare järnvägsstation.

Kerekegyháza är en mindre stad i Ungern med 6 563 invånare (2019).